# Bastienne Schmidt
Bastienne Schmidt (* 3. April 1961 in München) ist eine deutsche Fotografin.

## Leben
Bastienne Schmidt, geboren 1961 in München, lebte von 1969 bis 1979 in Athen, besuchte dort die Schule und studierte von 1980 an in München Ethnologie. Nachdem sie an einer Psychiatrischen Klinik gearbeitet hatte, nahm sie im italienischen Perugia an der Accademia di Belle Arti Pietro Vannucci das Studium der Malerei und der Fotografie auf. 1987 zog Schmidt nach New York. Hier arbeitete sie am International Center of Photography als Assistentin von Ralph Gibson.
Seit 1989 arbeitet Bastienne Schmidt als freie Fotojournalistin für deutsche und amerikanische Zeitungen und Magazine.

## Veröffentlichungen (Auswahl)
- Vivir la Muerte, Zürich, 1996
- American Dreams, Zürich, 1997
- Schattenheimat – ShadowHome, Mit Essays von Andrian Kreye, Hanns Zischler, Jovis Verlag: Berlin 2004, ISBN 978-3-936314-51-9
- Home Stills, Vorwort von Vicki Goldberg, Jovis Verlag: Berlin, 2010, ISBN 978-3-86859-069-2
- Topography of Quiet, Interview mit Nessia Pope, JOVIS Verlag Berlin 2014, ISBN 978-3-86859-260-3
- Typology of Women, Mit einem Essay von Mimi Thompson und einem Auszug aus A Room of One's Own, Virginia Woolf, JOVIS Verlag Berlin 2015 ISBN 978-3-86859-388-4

## Ausstellungen (Auswahl)
- 1986: Akademie der Schönen Künste, Krakau, Polen
- 1990: Museum of Contemporary Hispanic Art New York, New York, USA
- 1993: Opsis Foundation, New York („Virvir la Muerte“)
- 1994: Arles, Frankreich („Deutscher Photojournalismus“)
- 1995: International Center of Photography New York („Die Dokumentaristen“)
- 1996: Deichtorhallen Hamburg, Hamburg („Deutscher Photojournalismus“)
- 1996: Brooklyn Museum Brooklyn, New York
- 2004: MUSEUM FÜR KUNST UND GEWERBE, Hamburg („Schattenheimat“)
- 2005: Fotografie Forum international, Frankfurt

## Auszeichnungen (Auswahl)
- 1992: World Press Photo 2. Preis, Amsterdam
- 1994: Deutscher Photopreis der Landesgirokasse Stuttgart
- 1996: Kodak Fotobuch Preis für den Fotoband „Vivir la Muerte“
- 1997: Irene Fromme Award, New York
- 2004: Deutscher Fotobuchpreis für den Band „Schattenheimat – ShadowHome“ (Landesgirokasse Stuttgart)